# Karl Kranzkowski
Karl Kranzkowski (* 1953 in Drieberg bei Schwerin) ist ein deutscher Schauspieler.

## Leben
Karl Kranzkowski erhielt eine Schauspielausbildung von 1976 bis 1979 an der Schauspielschule Rostock. Danach folgten Theaterengagements an den Bühnen in Nordhausen, Bautzen und Magdeburg. Von 1989 bis 1997 war er Ensemblemitglied des Deutschen Theaters in Berlin. Seinen ersten Filmauftritt hatte er 1989 im DEFA-Film Verbotene Liebe. Seit 1992 ist er regelmäßig in diversen deutschen Fernseh- und Kinoproduktionen zu sehen – vor allem in Krimiserien wie Wolffs Revier, Polizeiruf 110 und Tatort wurde er einem breiten deutschen Publikum bekannt. Seit 2009 hat er eine feste Serienrolle als Kriminaldirektor Michael Kaiser in der Krimiserie SOKO Stuttgart. Zwischen 2014 und 2019 gehörte er zum Hauptcast der Krankenhausserie Dr. Klein.

## Filmografie (Auswahl)
- 1989: Die ehrbaren Fünf (Fernsehfilm)
- 1989: Verbotene Liebe (Regie: Helmut Dziuba)
- 1992: Das große Fest (Fernsehfilm)
- 1994: Polizeiruf 110 – Totes Gleis (Regie: Bernd Böhlich)
- 1994: Polizeiruf 110 – Bullerjahn
- 1995: Das Versprechen (Regie: Margarethe von Trotta)
- 1995: Polizeiruf 110 – Taxi zur Bank (Regie: Manfred Stelzer)
- 1995: Nikolaikirche (Regie: Frank Beyer)
- 1996: Polizeiruf 110 – Gefährliche Küsse (Regie: Manfred Stelzer)
- 1996: Tatort: Krokodilwächter (Regie: Berno Kürten)
- 1996: Wolffs Revier: Rotlicht für Sawatzki
- 1997: Die Rechte der Kinder
- 1997: Polizeiruf 110 – Der Fremde (Regie: Manfred Stelzer)
- 1997: Alarm für Cobra 11 – Faule Äpfel
- 1997: Bella Block: Tod eines Mädchens
- 1998: Abgehauen (Regie: Frank Beyer)
- 1998: Polizeiruf 110 – Live in den Tod (Regie: Manfred Stelzer)
- 1998: Polizeiruf 110 – Spurlos verschwunden (Regie: Ulrich Stark)
- 1998: Polizeiruf 110 – Katz und Kater (Regie: Manfred Stelzer)
- 1998: Wolffs Revier: Die Tote an der S-Bahn
- 1999: Helden wie wir (Regie: Sebastian Peterson)
- 1999: Wolffs Revier: Der Totschläger
- 2000: Sehnsucht nach Jack (Regie: Mika Kaurismäki)
- 2000: Adelheid und ihre Mörder – Todesarie
- 2001: Alarm für Cobra 11 – Schumanns große Chance
- 2001: Tatort – Gewaltfieber
- 2002: Stahlnetz: PSI
- 2002: Tatort – Schatten
- 2002: Operation Rubikon
- 2002: Tatort – Schützlinge
- 2002: Wolffs Revier: Der Schutzengel
- 2003: Tatort – Hexentanz
- 2003: Rot und Blau (Regie: Rudolf Thome)
- 2003: Der Aufstand (Regie: Hans-Christoph Blumenberg)
- 2003: Der Mörder ist unter uns
- 2004: Frau fährt, Mann schläft (Regie: Rudolf Thome)
- 2004: SOKO Wismar: Tödliche Nachbarn
- 2004: Tatort – Gefährliches Schweigen
- 2004: Prinzessin macht blau (Regie: Oliver Schmitz)
- 2004: Hunger auf Leben (Regie: Markus Imboden)
- 2004: Der Untergang (Regie: Oliver Hirschbiegel)
- 2004: Tatort – Mörderspiele
- 2004: Ein Fall für zwei Romanze in Schwarz
- 2005: Tatort – Wo ist Max Gravert?
- 2005: Ein starkes Team – Gier
- 2005: Das Duo – Blutiges Geld
- 2005: Der Elefant – Mord verjährt nie (Fernsehserie, Folge Der Duft der Angst)
- 2006: Stubbe – Von Fall zu Fall: Schwarze Tulpen
- 2006: Die Kinder der Flucht – Eine Liebe an der Oder
- 2006: Tatort – Unter Kontrolle
- 2006: Die Wolke (Regie: Gregor Schnitzler)
- 2006: Tatort – Das letzte Rennen
- 2006: Polizeiruf 110 – Die Lettin und ihr Lover
- 2006: Polizeiruf 110 – Kleine Frau
- 2006: Ein Hauptgewinn für Papa
- 2006: Tollpension (Regie: Tim Trageser)
- 2006: Rauchzeichen (Regie: Rudolf Thome)
- 2006: Tatort – Nachtwanderer (Regie: Johannes Grieser)
- 2007: Die Entführung
- 2007: Das letzte Stück Himmel (Regie: Jo Baier)
- 2007: GSG 9 – Ihr Einsatz ist ihr Leben (Folge 01x12 Paradies)
- 2007: Einsatz in Hamburg – Die letzte Prüfung
- 2007: Die Frau vom Checkpoint Charlie (Regie: Miguel Alexandre)
- 2007: Der Kronzeuge
- 2008: Wilsberg – Filmriss (Regie: Reinhard Münster)
- 2008: Schokolade für den Chef (Regie: Manfred Stelzer)
- 2008: Der kleine Mann (Regie: Arne Feldhusen)
- 2008: Willkommen zuhause (Regie: Andreas Senn)
- 2009: Schatten der Gerechtigkeit (Regie: Hans-Günther Bücking)
- 2008: In aller Freundschaft – Wer gewinnt?, Letzte Fahrt
- 2009: Liebe Mauer
- 2009  Ein Fall für zwei Mörderischer Ehrgeiz
- seit 2009: SOKO Stuttgart
- 2010: KDD - Kriminaldauerdienst (1 Folge)
- 2010: Go West – Freiheit um jeden Preis
- 2010: Biss zur großen Pause – Das Highschool Vampir Grusical
- 2010: Tatort – Heimwärts (Regie: Johannes Grieser)
- 2010: Das Glück kommt unverhofft
- 2010: Tatort – Die Unsichtbare (Regie: Johannes Grieser)
- 2010: Stolberg – Nachtgestalten (Regie: Fillipos Tsitos)
- 2010: Polizeiruf 110 – Aquarius
- 2011: Alles was recht ist – Sein oder Nichtsein
- 2011: Am Ende die Hoffnung (Regie: Thorsten Näter)
- 2011: Mörderisches Wespennest (Regie: Markus Imboden)
- 2012: White Tiger
- 2012: Schokolade für den Chef
- 2013: Papa auf Probe
- 2013: Tatort – Kalter Engel (Regie: Thomas Bohn)
- 2014: In gefährlicher Nähe
- 2014: Für immer ein Mörder – Der Fall Ritter
- 2014–2019: Dr. Klein
- 2015: Dengler – Die letzte Flucht
- 2015: Helen Dorn – Der Pakt (Fernsehreihe)
- 2016: Das Geheimnis der Hebamme
- 2016: Der Staatsanwalt – Verfahrensfehler
- 2018: Stralsund – Waffenbrüder (Fernsehreihe)
- 2018: Echte Bauern singen besser
- 2018: Wer hat eigentlich die Liebe erfunden?
- 2020: Unbekannte Helden – Widerstand im Südwesten
- 2020: Billy Kuckuck – Aber bitte mit Sahne!
- 2021: Bettys Diagnose – Falsches Schweigen
- 2022: Die Chefin – Das Recht zu sterben
- 2023: Briefe aus dem Jenseits
- 2024: In aller Freundschaft – Alleingänge

## Theater
- 1991: William Shakespeare/Heiner Müller: Hamlet/Maschine (Marcellus/Schauspieler) – Regie: Heiner Müller (Deutsches Theater Berlin)
- 1992: Carl Sternheim Der Nebbich (Marlowski) – Regie: Niels-Peter Rudolph (Deutsches Theater Berlin – Kammerspiele)

## Hörspiele
- 1994: Wolfgang Poenisch: Wie immer (Mitarbeiter) – Regie Werner Buhss (Hörspiel – ORB)
- 1995: Werner Buhss: Kein Lied nach meinem mehr – Regie: Werner Buhss (Hörspiel – DLR)